# Chunky
Chunky es un pueblo del Condado de Newton, Misisipi, Estados Unidos. Según el censo de 2000 tenía una población de 344 habitantes.

## Demografía
Según el censo de 2000, había 344 personas, 120 hogares y 95 familias residiendo en la localidad. La densidad de población era de 160,0 hab./km². Había 136 viviendas con una densidad media de 63,3 viviendas/km². El 87,79% de los habitantes eran blancos, el 1,74% afroamericanos, el 9,30% de otras razas y el 1,16% pertenecía a dos o más razas. El 10,76% de la población eran hispanos o latinos de cualquier raza.
Según el censo, de los 120 hogares en el 37,5% había menores de 18 años, el 65,8% pertenecía a parejas casadas, el 10,0% tenía a una mujer como cabeza de familia, y el 20,8% no eran familias. El 18,3% de los hogares estaba compuesto por un único individuo, y el 11,7% pertenecía a alguien mayor de 65 años viviendo solo. El tamaño promedio de los hogares era de 2,87 personas, y el de las familias de 3,28.
La población estaba distribuida en un 27,0% de habitantes menores de 18 años, un 9,9% entre 18 y 24 años, un 29,4% de 25 a 44, un 18,6% de 45 a 64, y un 15,1% de 65 años o mayores. La media de edad era 35 años. Por cada 100 mujeres había 97,7 hombres. Por cada 100 mujeres de 18 años o más, había 96,1 hombres.
Los ingresos medios por hogar en la localidad eran de 34.861 dólares ($), y los ingresos medios por familia eran 45.313 $. Los hombres tenían unos ingresos medios de 32.813 $ frente a los 26.000 $ para las mujeres. La renta per cápita para la ciudad era de 14.498 $. El 16,6% de la población y el 16,2% de las familias estaban por debajo del umbral de pobreza. El 13,8% de los menores de 18 años y el 12,7% de los habitantes de 65 años o más vivían por debajo del umbral de pobreza.

## Geografía
Según la Oficina del Censo de los Estados Unidos, la localidad tiene un área total de 2,1 km², todos ellos correspondientes a tierra firme.